# 翰林教育暨研究協會
翰林教育暨研究協會 HERA（英語：Honlam Education and Research Association，2015—）
翰林教育暨研究協會，於2015年在澳門創立，為澳門一個民間學術組織。協會以宣揚道德價值教育、跨文化的推廣及人性發展培育領域為宗旨。

## 外部連結
- 澳門特別行政區印務局 （页面存档备份，存于）